# Manus Boonjumnong
Manus Boonjumnong (n. 23 iunie 1980, Ratchaburi⁠(d), Thailanda) este un boxer ce a reprezentat Thailanda, medaliat olimpic. A participat la 2 ediții ale Jocurilor Olimpice (2004, 2008) în care a câștigat o medalie de aur și o medalie de argint.